# 切皮希夫卡
49°22′24″N 38°35′31″E / 49.37333°N 38.59194°E
切皮希夫卡（烏克蘭語：Чепигівка）是位於烏克蘭東部的村莊，由盧甘斯克州斯瓦托韋區的斯瓦托韋市鎮負責管轄。該村始建於1731年，面積2.42平方公里，海拔高度102米，2001年人口317，人口密度每平方公里131人。